# Sébastien Squillaci
Sébastien Squillaci (ur. 11 sierpnia 1980 w Tulonie) – francuski piłkarz występujący na pozycji środkowego obrońcy.

## Kariera klubowa
Po zmianie trenera Monaco na Didiera Deschampsa, Squillaci dołączył do klubu w 2002 roku. W swoim pierwszym pełnym sezonie w klubie doszedł do finału Ligi Mistrzów. W finale jego zespół przegrał z FC Porto 3-0. Squillaci wszedł z ławki rezerwowych pod koniec meczu.

### Olympique Lyon
Po odejściu Deschampsa i kiepskich wynikach drużyny, Squillaci zdecydował się opuścić klub. Dołączył do Olympique Lyon na zasadzie 4-letniego kontraktu. Squillaci debiutował w pierwszym meczu sezonie jako partner Brazylijczyka Crisa. Lyon wygrał w tym sezonie ligę z przewagą 18 pktów. Squillaci był regularnym zawodnikiem pierwszej jedenastki przez następne lata.

### Sevilla FC
14 lipca 2008 roku Lyon przyjął ofertę opiewającą na 6 milionów funtów za Squillaciego. Francuz podpisał w Hiszpanii 3-letni kontrakt.

### Arsenal F.C.
26 sierpnia 2010 roku Arsene Wenger potwierdził zakup Squillaciego za 4 miliony funtów. Squillaci stał się 20. Francuzem zakupionym przez Wengera. Obrońca debiutował 11 września 2010 roku w meczu z Bolton Wanderers na Emirates Stadium, wygranym przez jego drużynę 4-1. Swoją pierwszą bramkę dla klubu strzelił w wyjazdowym meczu z FK Partizan w Lidze Mistrzów 28 września. 5 dni później po raz pierwszy otrzymał opaskę kapitana w przegranym 2-0 meczu z Chelsea. W następnym meczu również dostał opaskę kapitańską. Pomógł swojemu klubowi uzyskać pierwsze czyste konto od stycznia na City of Manchester Stadium – Arsenal pokonał Manchester City 3-0. Strzelił swoją pierwszą bramkę w Premier League przeciwko Stoke City w wygranym 1-0 meczu 23 lutego 2011. Z końcem sezonu 2012/13 klub z północnego zdecydował się rozwiązać umowę z zawodnikiem.

### SC Bastia
16 lipca 2013 roku podpisał kontrakt w SC Bastia.
| Sezon   | Klub              | Kraj      | Rozgrywki      | Mecze | Bramki | Rozgrywki Europy                    | Mecze | Bramki |
| ------- | ----------------- | --------- | -------------- | ----- | ------ | ----------------------------------- | ----- | ------ |
| 1997/98 | SC Bastia         | Francja   | Division 2     | 6     | 0      | –                                   | –     | –      |
| 1998/99 | AS Monaco         | Francja   | CFA            | 20    | 0      | –                                   | –     | –      |
| 1999/00 | AS Monaco         | Francja   | CFA            | 31    | 1      | –                                   | –     | –      |
| 2000/01 | AC Ajaccio (wyp.) | Francja   | Division 2     | 36    | 2      | –                                   | –     | –      |
| 2001/02 | AC Ajaccio (wyp.) | Francja   | Division 2     | 33    | 5      | –                                   | –     | –      |
| 2002/03 | AS Monaco         | Francja   | Ligue 1        | 36    | 2      | –                                   | –     | –      |
| 2003/04 | AS Monaco         | Francja   | Ligue 1        | 27    | 5      | Liga Mistrzów UEFA                  | 9     | 1      |
| 2004/05 | AS Monaco         | Francja   | Ligue 1        | 28    | 2      | Liga Mistrzów UEFA                  | 8     | 0      |
| 2005/06 | AS Monaco         | Francja   | Ligue 1        | 27    | 1      | Liga Mistrzów UEFA Liga Europy UEFA | 2 6   | 0 1    |
| 2006/07 | Olympique Lyon    | Francja   | Ligue 1        | 28    | 3      | Liga Mistrzów UEFA                  | 5     | 0      |
| 2007/08 | Olympique Lyon    | Francja   | Ligue 1        | 34    | 0      | Liga Mistrzów UEFA                  | 8     | 0      |
| 2008/09 | Sevilla FC        | Hiszpania | Liga BBVA      | 33    | 0      | Liga Europy UEFA                    | 3     | 0      |
| 2009/10 | Sevilla FC        | Hiszpania | Liga BBVA      | 16    | 1      | Liga Mistrzów UEFA                  | 4     | 2      |
| 2010/11 | Arsenal F.C.      | Anglia    | Premier League | 22    | 1      | Liga Mistrzów UEFA                  | 6     | 1      |
| 2011/12 | Arsenal F.C.      | Anglia    | Premier League | 1     | 0      | Liga Mistrzów UEFA                  | 1     | 0      |
| 2012/13 | Arsenal F.C.      | Anglia    | Premier League | 0     | 0      | Liga Mistrzów UEFA                  | 1     | 0      |
| 2013/14 | SC Bastia         | Francja   | Ligue 1        | 31    | 3      | –                                   | –     | –      |
| 2014/15 | SC Bastia         | Francja   | Ligue 1        | 25    | 0      | –                                   | –     | –      |
| 2015/16 | SC Bastia         | Francja   | Ligue 1        | 31    | 2      | –                                   | –     | –      |
| 2016/17 | SC Bastia         | Francja   | Ligue 1        | 10    | 0      | –                                   | –     | –      |

## Kariera reprezentacji
W reprezentacji Francji zadebiutował w roku 2004 i wystąpił w niej 21 razy.